# Soke of Peterborough
Soke of Peterborough var ett grevskap 1889–1965 när det uppgick i Huntingdon and Peterborough och Northamptonshire, i England. Grevskap hade 74 758 invånare år 1961. Peterborough var det administrativa centrumet.

## Distrikt
- Barnack
- Peterborough
- Peterborough[2]